# The Spotnicks

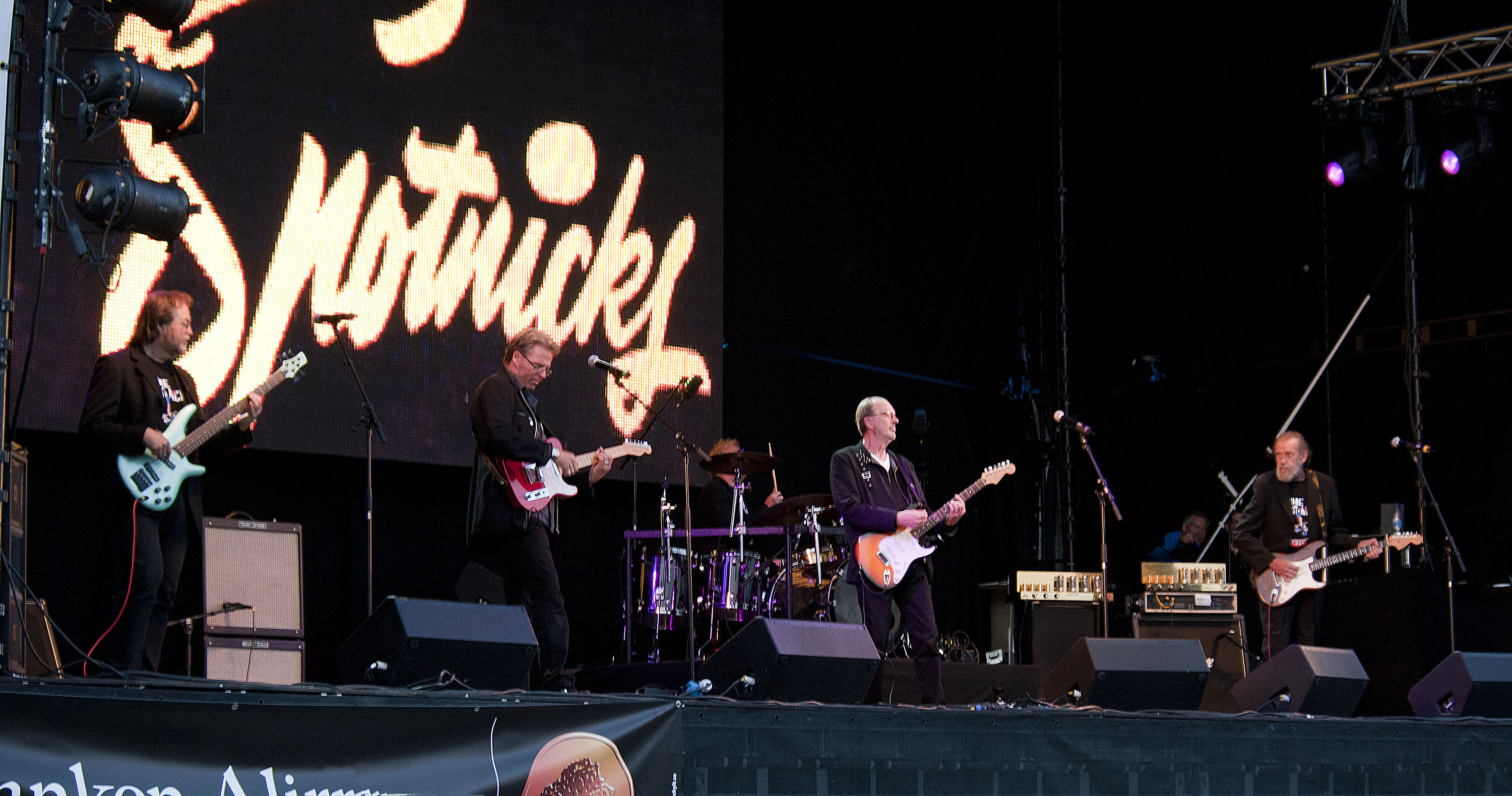
The Spotnicks in 2010

The Spotnicks was een Zweedse instrumentale gitaarrockgroep, die eind jaren vijftig ontstond en in de eerste helft van de jaren zestig zeer populair was. De band is het bekendst door de ruimtepakken die ze droegen tijdens optredens. 
The Spotnicks waren afkomstig uit Göteborg. Gitarist Bo Starander (1942-2020), die later de artiestennaam Bob Lander zou aannemen, en bassist Björn Thelin (1942-2017) richtten daar in 1956 het duo "The Rebels" op. Na enkele naamwijzigingen en met gitarist Bo Winberg (1939-2020) en drummer Ove Johansson (1940-2017) toegevoegd aan de bezetting, kregen ze in 1961 een platencontract aangeboden na verscheidene optredens in lokale clubs. Hun manager, Roland Ferneborg, bracht hen op het idee voor de groepsnaam "The Spotnicks", naar de Russische satelliet Spoetnik. 
Begin jaren 60 was de instrumentale muziek heel populair. The Shadows, The Ventures, Duane Eddy en Link Wray legden zich toe op instrumentale rock-'n-rollnummers die steunden op de gitaar.  The Spotnicks gingen mee in deze golf en kregen al snel internationaal succes. Ze wilden gitaarspelen zonder vast te zitten aan snoeren en versterkers, lang voordat deze techniek breed werd toegepast, dus lieten ze elektronica inbouwen in de helmen die bij de ruimtepakken hoorden die ze op het podium droegen. Deze techniek was niet altijd even praktisch, maar schonk hun wel ruime bekendheid, vooral in West-Europa en Japan, waar de groep meerdere hits had vooral in de jaren 1960 - 1966. In 1963 traden zij op in Nederland in het Grand Gala du Disque.  
The Spotnicks hebben bijna 800 songs op de plaat gezet. Hun optredens begonnen altijd met The Spotnicks Theme. Bekende nummers van hen zijn (vooral) Amapola, maar daarnaast o.a. Galloping Guitars, High flyin' Scotchman, Hava Naguila, Karelia, Moonshot, Orange Blossom Special, Endless Walk en Le dernier train de 'l 'espace 
In 1970 gingen de leden elk hun eigen weg. Bo Winberg ging echter verder met de groepsnaam en bleef toeren met telkens andere bezettingen. Bob Lander en Björn Thelin kwamen weer terug in 1977, hoewel Björn Thelin alleen voor studio-werk en hij sloot deze periode af in 1986. Ove Johansson had de band al verlaten in 1963. Tijdens de viering van het 40-jarig jubileum van de groep (1998) kwam de originele bezetting weer even bij elkaar. 
Na de eeuwwisseling werden ze enkel gevraagd in Scandinavië, bij uitzondering nog in andere West-Europese landen. In 2012 begon men met wat de "The final tour" werd genoemd. De Spotnicks speelden hun laatste show op 30 maart 2019, drie dagen eerder werd Bo Winberg 80 jaar, dus het werd zowel een verjaardag- als een afscheidsfeest in Göteborg. Winberg overleed op 3 januari 2020; Lander overleed enige maanden later.